# Friedemann Graef
Friedemann Graef (* 1949 in Berlin) ist ein deutscher Musiker (Saxophonist, Komponist).

## Leben und Wirken
Graef war als Jugendlicher Gitarrist in Rockgruppen. Bereits während seines Studiums zum Chemie-Ingenieur an der TU Berlin nahm Graef Privatunterricht in Komposition, Querflöte und Saxophon (u. a. bei Earle Brown und Eberhard Blum).
Seit 1975 war er als Saxophonist im Bereich der Improvisierten Musik tätig (FMP), spielte mit eigenen Gruppen im Jazzbereich auch in Frankreich, Schweden, Niederlande, Österreich, Schweiz, Italien, den USA, Indien, Russland, Brasilien und der DDR, und legte über 20 Tonträger vor, u. a. mit John Tchicai, Albrecht Riermeier, Ray Anderson, Harry Beckett, Kamalesh Maitra, Uli Moritz und Heiner Goebbels.
Nach 1980 war er für einige Zeit auch im Bereich der Alten Musik aktiv, als Dulcianist mit der Musicalischen Compagney.
Neben eigenen Projekten hat Graef als Mitglied des Berliner Saxophon Quartetts Uraufführungen Neuer Musik, klassische Musik (eine Bearbeitung von Bachs Kunst der Fuge mit 20 Teilen), aber auch Kompositionen anderer z. B. von Harald Genzmer, William Thomas McKinley, Michael Sell eingespielt.
Das Schaffen von Graef als Komponist umfasst Chor- und Orchesterwerke, Orgel- und Kammermusik, wobei die Kirchenmusik einen großen Teil seiner Arbeit ausmacht. Preise erhielt er vom Land Nordrhein-Westfalen, von der Union Deutscher Jazzmusiker, vom Berliner Senat und vom Deutschen Komponistenverband.